# Patrick d’Assumçao

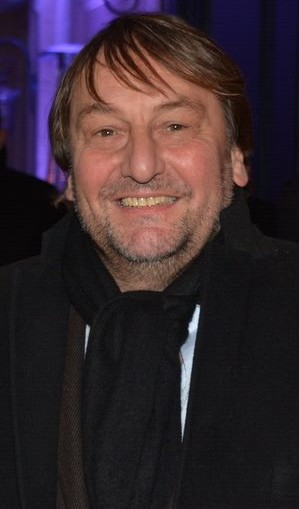
Patrick d’Assumçao (2016)

Patrick d’Assumçao (* 1. Juni 1959 in Nantes) ist ein französischer Schauspieler.

## Leben
Patrick d’Assumçao war ab Anfang der 1990er Jahre regelmäßig als Theaterschauspieler beschäftigt und fand landesweit regelmäßig an unterschiedlichen Theater Engagements, um dies auch hauptberuflich arbeiten zu können.
Obwohl er bereits 2007 in einer Folge der Krimiserie Law & Order Paris auftrat, gab d’Assumçao erst 2010 im Alter von 51 Jahren mit einer kleinen Nebenrolle als Barman in der von Hervé Renoh inszenierten Actionkomödie Coursier sein Leinwanddebüt. Seitdem wirkte er in über 40 Film- und Fernsehproduktionen mit, wofür er auch mehrfach für renommierte Filmpreise nominiert und vereinzelt auch ausgezeichnet wurde. Für seine Darstellung des Henri in Alain Guiraudies Erotikthriller Der Fremde am See wurde er beim César 2014 als Bester Nebendarsteller nominiert.

## Filmografie
- 2007: Law & Order Paris (Paris, enquêtes criminelles, Fernsehserie, eine Folge)
- 2010: Coursier
- 2013: Der Fremde am See (L’inconnu du lac)
- 2013: Die Erscheinung (L’Apparition)
- 2015: Dein Wille geschehe (Ainsi soient-ils, Fernsehserie, sechs Folgen)
- 2015: Tagebuch einer Kammerzofe (Journal d’une femme de chambre)
- 2016: Das Geheimnis der Arktis (Le secret des banquises)
- 2016: Der Tod von Ludwig XIV. (La mort de Louis XIV)
- 2016: Die Grundschullehrerin (Primaire)
- 2018: Ein Dorf zieht blank (Normandie nue)
- 2019: Ich habe meinen Körper verloren (J’ai perdu mon corps)
- 2019: Einsam Zweisam (Deux moi)
- 2019: Marianne (Fernsehserie, acht Folgen)
- 2021: Les héroïques
- 2021: Paris Police 1900 (Fernsehserie)
- 2023: Sterne zum Dessert (À la belle étoile)
- 2023: Geliebte Köchin (La passion de Dodin Bouffant)
- 2023: Loulou
- 2023: Das war nicht mehr ich (La fille qu’on appelle)
- 2023: Tapie (Miniserie)

- 2023: Jeanne du Barry